# Łagów (Powiat Kielecki)
Łagów ist eine Stadt im Powiat Kielecki der Woiwodschaft Heiligkreuz in Polen. Sie hat 1650 Einwohner (2011) und ist Sitz der gleichnamigen Stadt-und-Land-Gemeinde Łagów.

## Geschichte
Von 1975 bis 1998 gehörten Dorf und Landgemeinde Łagów zur Woiwodschaft Kielce. Zum 1. Januar 2018 erhielt Łagów seine 1869 entzogenen Stadtrechte wieder.

## Gmina Łagów
Die Stadt-und-Land-Gemeinde (gmina miejsko-wiejska) Łagów hat etwa 7000 Einwohner und eine Fläche von 113 Quadratkilometern.

## Denkmalgeschützte Sehenswürdigkeiten
Im Denkmalschutzregister der Woiwodschaft sind eingetragen:
- Pfarrkirche, 1581–1600 erbaut, im 17. und 18. Jahrhundert verändert
- Friedhof mit Tor und Kapelle
- Haus mit Holzfassade, Rynek 45.[2]

Das Areal des ehemaligen Jüdischen Friedhofs ist nur noch als Pappelhain sichtbar.

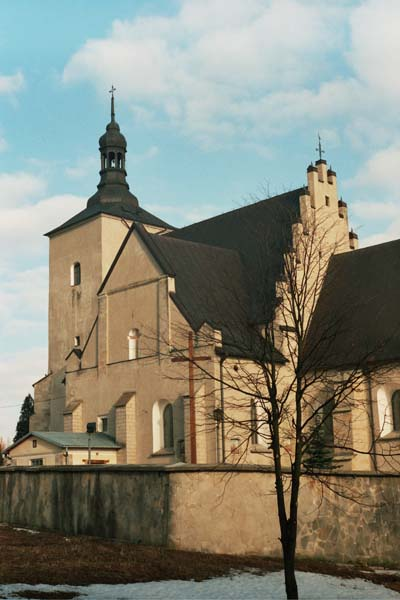
Pfarrkirche
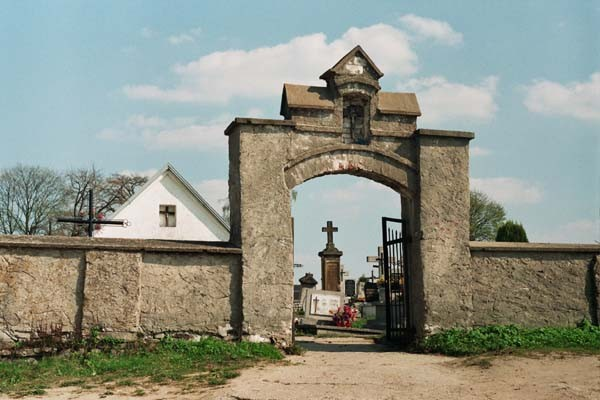
Tor des Friedhofs
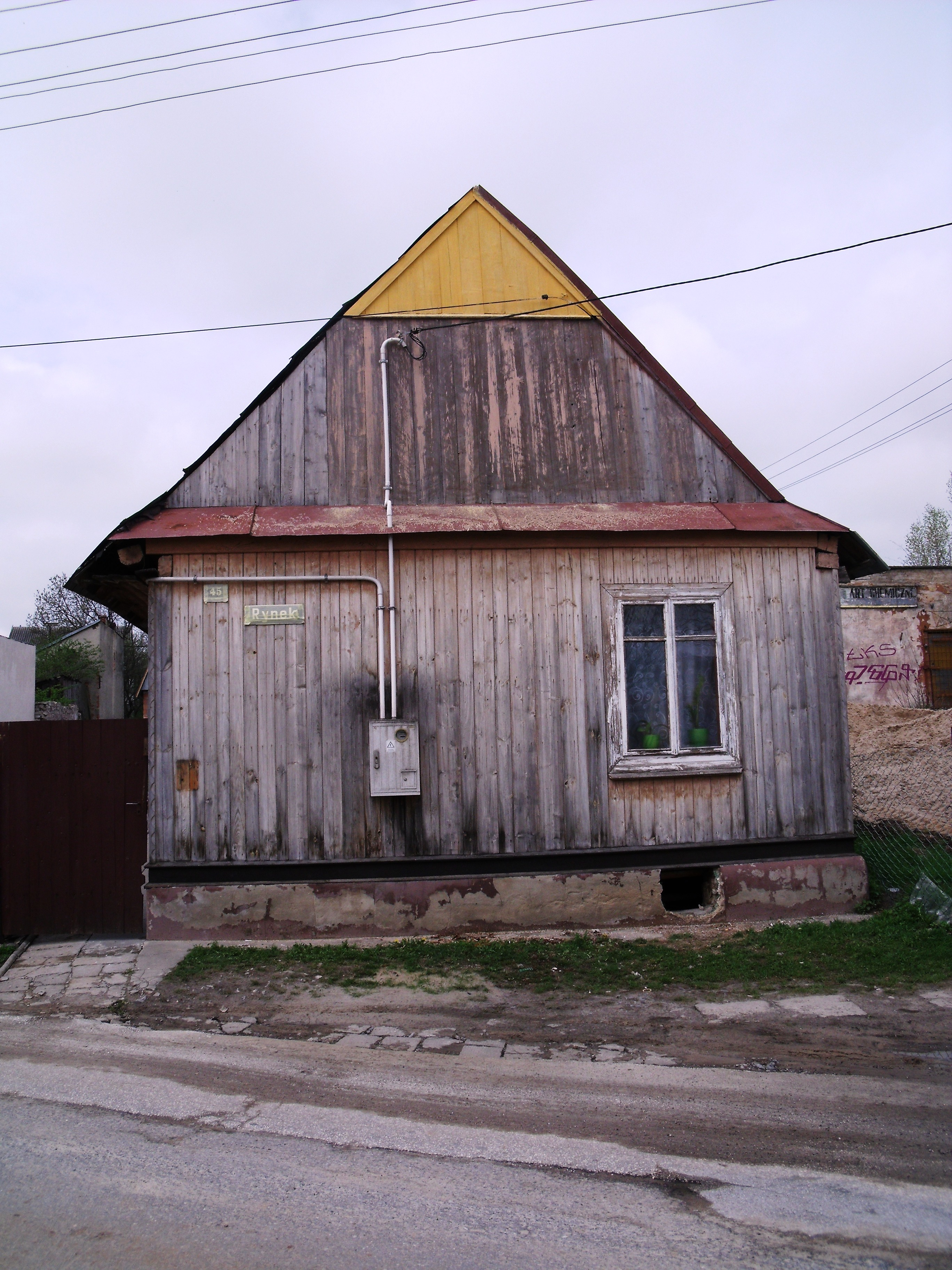
Fassade, Rynek 45
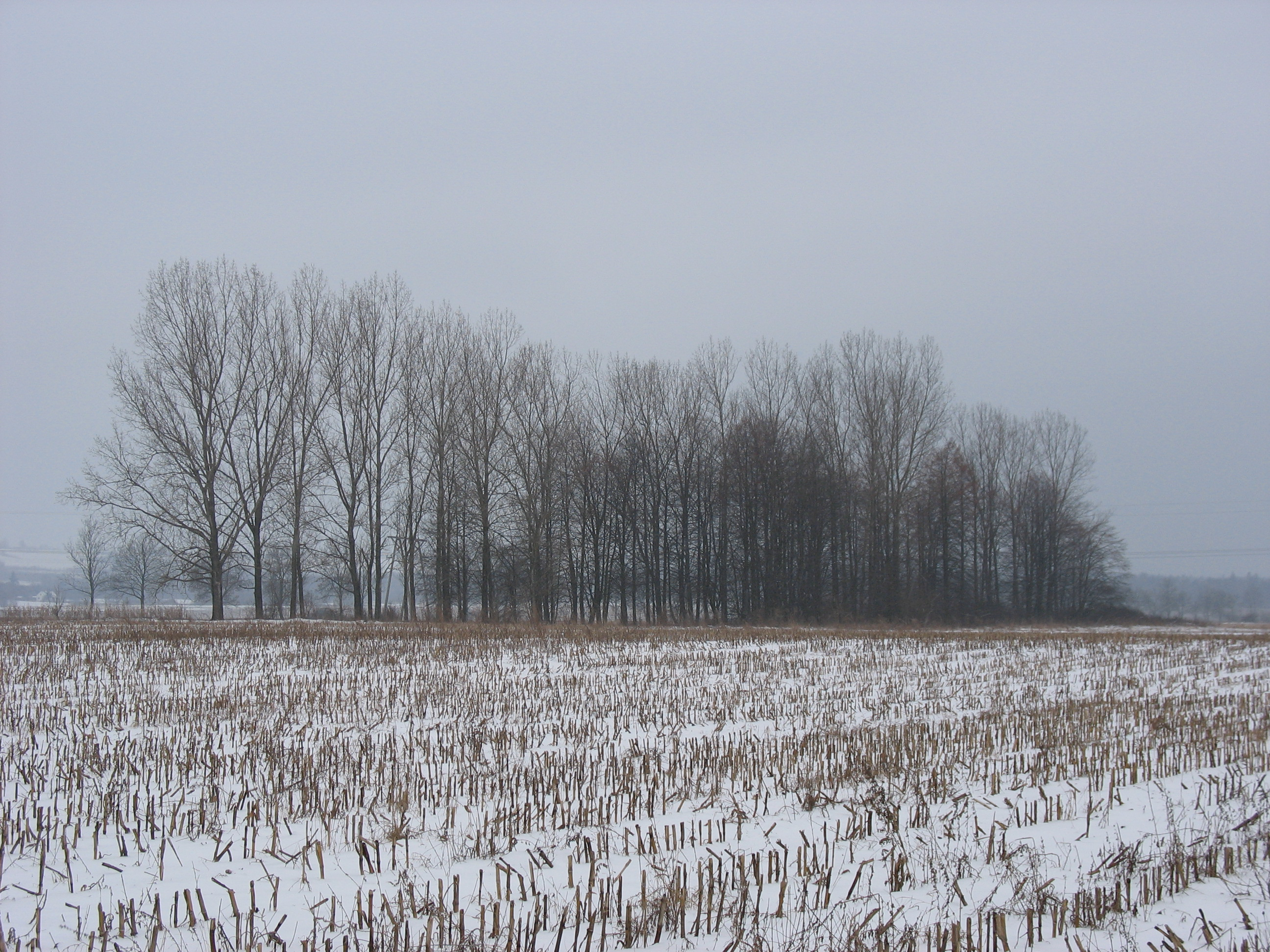
Der Pappelhain